# Atlas lingüístico de México
El Atlas lingüístico de México es un atlas lingüístico de la lengua española hablada en México elaborado bajo dirección del lingüista Juan M. Lope Blanch y publicado en seis volúmenes por el Centro de Estudios Lingüísticos y Literarios (CELL) de El Colegio de México, el Fondo de Cultura Económica y la Universidad Nacional Autónoma de México durante la década de los noventa.

## Metodología

### Puntos de encuesta
Se seleccionaron 193 localidades de México, principalmente en zonas con mayor densidad poblacional y de población no reciente. Dentro de éstas, se incluyeron las capitales de los 32 estados del país y las localidades visitadas en las fases preliminares del cuestionario.

### Cuestionario
En cada localidad se aplicó un cuestionario lingüístico definitivo de 1000 ítems, repartidos en tres apartados: fonética (1-407), gramática (408-650) y léxico (651-1000).

### Entrevistas grabadas
Además de los datos recogidos por medio del cuestionario, se llevaron a cabo grabaciones de habla espontánea en los puntos de encuesta. Éstas fueron la base de los mapas sintéticos del atlas.

## Participantes, investigadores y colaboradores
| Dirección - Juan M. Lope Blanch Investigadores - Antonio Alcalá Alba - Antonio Millán Orozco - Gustavo Cantero Sandoval - José G. Moreno de Alba - Juan López Chávez Colaboradores - Ana Bertha Gorovich - Beatriz Garza Cuarón - Glenn Gardner - Gloria Ruiz de Bravo - Josefina García Fajardo - Raúl Ávila | Otros colaboradores - Zoila Balmes - Luz Fernández Gordillo - Carmen Garza Ramos - Adrián Gimate Welsh - Lourdes Gavaldón - Basilio Lapadat - Luis Fernando Lara - Giorgio Perisinotto - Teresa Piñeros - Cecilia Rojas - Carmen Delia Valadez - Elizabeth Velázquez |